# Baleshwar (district)
Baleshwar (ook gespeld als Baleswar en tevens bekend onder de naam Balasore) is een district van de Indiase staat Odisha. Het district telt 2.023.056 inwoners (2001) en heeft een oppervlakte van 3706 km².
Angul · Balangir · Baleshwar · Bargarh · Bhadrak · Boudh · Cuttack · Debagarh · Dhenkanal · Gajapati · Ganjam · Jagatsinghpur · Jajpur · Jharsuguda · Kalahandi · Kandhamal · Kendrapara · Kendujhar · Khordha · Koraput · Malkangiri · Mayurbhanj · Nabarangpur · Nayagarh · Nuapada · Puri · Rayagada · Sambalpur · Subarnapur · Sundargarh